# Artbook
Artbooks sind Merchandising-Produkte zu Animes, Mangas, Cartoons oder Videospielen, in denen farbig gestaltete Motive oder zuvor unveröffentlichte Zeichnungen zu den jeweiligen Serien veröffentlicht werden.
Artbooks werden im Regelfall in einem größeren Format, häufig 24 cm × 30 cm, hergestellt und enthalten häufig Hochglanz-Farbseiten, die in hoher Qualität gedruckt werden. Die in Artbooks verwendeten Bilder werden teilweise extra für diese gezeichnet. Meist enthält ein Artbook auch einen schwarz-weißen Teil, in dem Entwürfe von Figuren, Hintergründe, Storyboards und Ähnliches enthalten sind, die einen Gesamteindruck von der künstlerischen Arbeit, die hinter einem Anime oder Manga steckt, vermitteln sollen.
Weit verbreitet sind auch Fotobooks und Filmcomics, in denen Bilder des Animes wiedergegeben werden, in letzteren werden die Abbildungen mit Sprechblasen ergänzt (siehe auch Anime-Comic). Fotobooks werden oft im Taschenbuchformat gedruckt.